# Iwan Krawczenko
Iwan Jakowlewicz Krawczenko (ros. Иван Яковлевич Кравченко, ur. 27 września?/10 października 1905 we wsi Studenyky w powiecie perejasławskim w guberni połtawskiej (obecnie w rejonie perejasławskim w obwodzie kijowskim), zm. 8 kwietnia 1942 k. Klińców) – radziecki wojskowy, major, Bohater Związku Radzieckiego (1940).

## Życiorys
Był narodowości ukraińskiej. Do 1919 skończył 5 klas szkoły, od 1927 służył w Armii Czerwonej, w 1928 skończył szkołę pułkową i został dowódcą drużyny. W 1931 ukończył Kijowską Szkołę Piechoty i został dowódcą plutonu w Ukraińskim Okręgu Wojskowym, w 1933 skończył kursy "Wystrieł", kontynuował służbę jako dowódca plutonu i później dowódca kompanii, szef zaopatrzenia pułku i pomocnik dowódcy batalionu w Ukraińskim i Kijowskim Okręgu Wojskowym. We wrześniu 1939 jako pomocnik dowódcy batalionu 69 pułku piechoty brał udział w zajmowaniu Zachodniej Ukrainy, czyli ataku na Polskę, a od listopada 1939 do lutego 1940 w wojnie z Finlandią jako dowódca batalionu 245 pułku piechoty 123 Dywizji Piechoty 50 Korpusu Piechoty 7 Armii. 11 lutego 1940 w rejonie jeziora Muolaanjärvi (obecnie jezioro Głubokoje) niedaleko miejscowości Karhula (obecnie miejscowość Diatłowo w rejonie wyborskim w obwodzie leningradzkim) dowodzony przez niego batalion zadał Finom duże straty; sam Krawczenko został wówczas ranny. Decyzją Prezydium Rady Najwyższej ZSRR z 21 marca 1940 otrzymał tytuł Bohatera Związku Radzieckiego i Order Lenina oraz Złotą Gwiazdę. Po zakończeniu wojny z Finlandią do lipca 1941 studiował w Akademii Wojskowej im. Frunzego, po czym został odwołany na front i od sierpnia 1941 brał udział w wojnie z Niemcami jako dowódca 956 pułku piechoty na Froncie Briańskim, biorąc udział w operacji orłowsko-briańskiej. Od 29 października do 1 listopada 1941 był naczelnikiem Południowego Odcinka Bojowego Tuły, od listopada 1941 do stycznia 1942 był zastępcą dowódcy 154 Dywizji Piechoty na Froncie Zachodnim w stopniu majora, od stycznia do marca 1942 dowodził tulskim pułkiem robotniczym. Brał udział w operacji tulskiej i kałuskiej. W marcu 1942 objął dowództwo 324 Dywizji Piechoty na Froncie Zachodnim, brał udział w operacji rżewsko-wiaziemskiej, podczas której zginął. Został pochowany na Cmentarzu Dońskim.